# Число Джуги
Число Джуги — составное число {\displaystyle n}, такое, что для любого его простого делителя {\displaystyle p_{i}} выполнено {\displaystyle p_{i}|\left({n \over p_{i}}-1\right)}, или, что эквивалентно, такое, что для любого его простого делителя {\displaystyle p_{i}} имеет место {\displaystyle p_{i}^{2}|(n-p_{i})}.
Название дано по имени итальянского математика Джузеппе Джуги, исследовавшим эти числа в связи с гипотезой Аго — Джуги о простых числах.

## Определения
Одно из эквивалентных определений дал Такаси Аго (Takashi Agoh, 1990): составное число {\displaystyle n} является числом Джуги тогда и только тогда, когда выполняется:
{\displaystyle nB_{\varphi (n)}\equiv -1{\pmod {n}}},
где {\displaystyle B} — число Бернулли и {\displaystyle \varphi (n)} — функция Эйлера.
Другие эквивалентная формулировка принадлежат Джузеппе Джуге: составное число {\displaystyle n} является числом Джуги тогда и только тогда, когда выполняется равенство:
{\displaystyle \sum _{i=1}^{n-1}i^{\varphi (n)}\equiv -1{\pmod {n}}},
а также тогда и только тогда, когда:
{\displaystyle \sum _{p|n}{\frac {1}{p}}-\prod _{p|n}{\frac {1}{p}}\in \mathbb {N} .}
Все известные числа Джуги ({\displaystyle n}) фактически удовлетворяют более сильному условию:
{\displaystyle \sum _{p|n}{\frac {1}{p}}-\prod _{p|n}{\frac {1}{p}}=1}.

## Примеры
Первые пять чисел Джуги:
30, 858, 1722, 66 198, 2 214 408 306, ….
Например, число 30 является числом Джуги, поскольку его простые делители — это 2, 3 и 5, и можно показать, что:
- 30/2 — 1 = 14, делится на 2,
- 30/3 — 1 = 9, является квадратом трёх, и
- 30/5 — 1 = 5, совпадает с третьим простым делителем.

## Свойства
Простые делители числа Джуги должны быть различными. Если {\displaystyle p^{2}} делит {\displaystyle n}, то {\displaystyle {n \over p}-1=n'-1}, где {\displaystyle n'} делится на {\displaystyle p}. Поскольку {\displaystyle n'-1} не может делиться на {\displaystyle p}, {\displaystyle n} не может быть числом Джуги.
Таким образом, только свободные от квадратов числа могут быть числами Джуги. Например, делителями 60 являются 2, 2, 3 и 5, и 60/2 — 1 = 29, которое не делится на 2. Таким образом, 60 не является числом Джуги.
Полупростые числа также не могут быть числами Джуги. Если число {\displaystyle n=p_{1}p_{2}}, где {\displaystyle p_{1}<p_{2}} простые, то
{\displaystyle {n \over p_{2}}-1=p_{1}-1<p_{2}}, так что {\displaystyle p_{2}} не будет делить {\displaystyle {n \over p_{2}}-1}, а следовательно, {\displaystyle n} не является числом Джуги.
Все известные числа Джуги чётны. Если нечётное число Джуги существует, то оно должно быть произведением по меньшей мере четырнадцати простых. Неизвестно, конечно ли количество чисел Джуги или бесконечно.
Паоло Лава (Paolo P. Lava, 2009) высказал гипотезу, по которой числа Джуги являются решениям арифметического дифференциального уравнения {\displaystyle n'=n+1}, где {\displaystyle n'} — арифметическая производная числа {\displaystyle n}. Хосе Мария Грау (José Maria Grau) и Антонио Оллер-Марсен (Antonio Oller-Marcén) показали, что целое число {\displaystyle n} является числом Джуги тогда и только тогда, когда оно удовлетворяет арифметическому дифференциальному уравнению {\displaystyle n'=an+1} для некоторого целого {\displaystyle a>0}.